# XFOIL
XFOIL は、亜音速単独翼型の設計および解析のための対話型プログラムである。2次元翼型の形状を示す点列の座標値、レイノルズ数およびマッハ数を与えると、XFOILは翼型上の圧力分布を計算し、それをもとに与えられた翼型の揚力および抗力の特性を求めることが出来る。さらにこのプログラムは「逆設計」 (与えられたパラメータを達成できるよう翼型形状を変化させること) ができる。このプログラムはGNU GPLライセンスの下で公開されている。

## 歴史
XFOILは1980年代に人力飛行機ダイダロスのための設計ツールとしてマサチューセッツ工科大学のマーク・ドレラによって最初に開発された。 後にハロルド・ヤングレンと共同でさらなる開発が進められた。現在のバーションは2013年12月に公開された6.99である。その古さにもかかわらず依然として広く使用されている。
XFOILはFORTRANで開発された。

## 類似プログラム
- XFOILはC++で書き直され、主に模型飛行機の設計に使用されるプログラムXFLR5に統合された。
- Xfoil for matlabと呼ばれるMATLABによる実装が作成されている。
- JavaFoilと呼ばれる無関係なプログラムが類似の解析に使用されることがある。これはJavaで開発されている。
- Vortexjeは3Dにおける独立したパネル法実装である。
- QBlade（英語版）は風車を設計する用途でXFLR5を通じてXFOILを実装している。

## 参照
1. ↑  http://web.mit.edu/aeroastro/news/magazine/aeroastro-no3/2006drela.html
2. ↑  “Archived copy”. 2010年6月8日時点のオリジナルよりアーカイブ。2010年8月3日閲覧。